# Contea di Adams (Iowa)
La contea di Adams, in inglese Adams County, è una contea dello Stato dell'Iowa, negli Stati Uniti. La popolazione al censimento del 2010 era di 4 029 abitanti, in calo di circa 400 abitanti rispetto al censimento del 2000. Secondo i censimenti degli Stati Uniti, sia del 2000 che del 2001, è la contea dell'Iowa con il minor numero di residenti. Il capoluogo della contea è Corning.

## Geografia fisica
La contea si trova nel sud ovest dell'Iowa. Secondo l'U.S. Census Bureau, la contea ha una superficie totale di 1101,8 km², di cui 1097 km² composti da terra e i rimanenti 4,8 km² composti di acqua.

### Contee confinanti
- Contea di Cass (nordovest)
- Contea di Adair (nordest)
- Contea di Montgomery (ovest)
- Contea di Union (est)
- Contea di Taylor (sud)

### Principali strade e autostrade
- U.S. Highway 34
- Iowa Highway 25
- Iowa Highway 148

## Storia
La contea di Adams fu creata dal legislatore statale nel 1851 e chiamata così in onore del secondo presidente degli Stati Uniti, John Adams, oppure di suo figlio, il sesto presidente, John Quincy Adams (fonti diverse). In seguito il 12 marzo 1853 la contea fu organizzata e separata dalla Contea di Pottawattamie. La sua dimensione originale fu successivamente ridotta con la creazione della Contea di Montgomery e della Contea di Union.
Inizialmente il capoluogo della contea era Quincy. Nel 1872 è stato trasferito a Corning.

## Società

### Censimento 2010
Il censimento del 2010 ha registrato una popolazione di 4 029 persone nella contea, con una densità di popolazione pari a 3,66 ab/km². C'erano 2 010 unità abitative, 1 715 delle quali erano occupate.

### Censimento 2000
Il censimento del 2000 ha registrato una popolazione di 4.482 persone nella contea, di cui 1 867 famiglie e 1 235 famiglie residenti nella contea, con una densità di popolazione pari a 4 ab/km². C'erano 2 109 unità abitative con una densità media di 2 u.a./km². La composizione razziale della contea era composta dal 98,91% bianchi, 0,07% neri o afroamericani, 0,45% nativi americani, 0,18% asiatici, 0,04% di altre razze e 0,36% di due o più razze. Lo 0,58% della popolazione è ispanica o Latina.
C'erano 1 867 nuclei familiari da cui 28,00% aveva figli di età inferiore ai 18 anni che vivono con loro, il 58,00% erano coppie sposate che vivono insieme, il 5,50% aveva una donna capofamiglia senza marito presente, e il 33,80% erano non-famiglie. Il 30,00% di tutte le famiglie erano formate da singoli individui e il 17,60% di questi avevano 65 anni di età o più. La dimensione media delle famiglie era di 2,34 persone.
Nella contea la popolazione era così distribuita: il 23,90% di età inferiore ai 18 anni, il 6,30% fra i 18 e i 24, il 24,10% fra i 25 e i 44, il 24,20% dai 45 ai 64, e 21,40% oltre i 65 anni di età o più anziani. L'età media era di 42 anni. Per ogni 100 donne risultavano 96,70 uomini. Per ogni 100 donne sopra i 18 anni, c'erano 92,70 maschi.
Il reddito pro capite medio per una famiglia nella contea era di 30453 $. I maschi hanno un reddito medio di 26510 $ contro i 20645 $ per le femmine. Il reddito pro capite per la contea era di 15550 $. Circa il 6,40% delle famiglie e il 9,30% della popolazione era sotto la soglia di povertà, tra cui l'11,40% di quelli sotto i 18 anni e l'11,10% di quelli oltre 65 anni di età.

## Città
- Carbon
- Corning
- Lenox
- Nodaway
- Prescott

## Townships
- Carl
- Colony
- Douglas
- Grant
- Jasper
- Lincoln
- Mercer
- Nodaway
- Prescott
- Quincy
- Union
- Washington